# Eleutherodactylus semipalmatus
Espèce
Statut de conservation UICN

 CR A3c; B2ab(iii) : 
En danger critique
Eleutherodactylus semipalmatus est une espèce d'amphibiens de la famille des Eleutherodactylidae.

## Répartition
Cette espèce est endémique d'Haïti. Elle se rencontre de 303 à 1 697 m d'altitude dans le Massif de la Hotte et la Chaîne de la Selle.

## Publication originale
- Shreve, 1936 : A new Anolis and new Amphibia from Haiti. Proceedings of the New England Zoological Club, vol. 15, p. 93-99.